# Прокл (архієпископ Константинопольський)
Прокл (грец. Πρόκλος, ? — 24 липня 446) — архієпископ Константинопольський (434–446 р., Константинополь), учень Івана Золотоустого (†407).
Прокл народився в Констанинополі й був учнем св. Івана Золотоустого. Завдяки своїй побожності, він був молодим висвячений на церковного читця. Іван Золотоустий рукоположив його на диякона, а згодом у пресвітери. Святий Прокл був свідком явища апостола Павла до святителя Іоанна Златоуста. Від цього свого вчителя Прокл отримав глибокі знання Святого Письма, навчився в довершеній формі виражати власні думки.
Коли став священником, то прославився своїми добрими проповідями.
Згодом він був висвячений на єпископа міста Кизика, куди одначе не міг виїхати, бо люди, що були противні залежності від м. Константинополя, не хотіли його прийняти. По смерті святителя Патріарха Максиміана, Прокл став архієпископом Константинопольським і керував Церквою протягом дванадцяти років.
Константинопольська паства любила свого Патріарха за його духовне подвижницьке життя, за його турботу про знедолених і за його проповіді. Збереглося багато його письмових творінь.
У 431 році св. Прокла вибрали патріархом Царгородським. Цей вибір потвердив Папа Келестин І. Як патріарх, Прокл із усією силою обороняв правди Христової віри, але з єретиками поводився дуже лагідно, так як Христос з митарями й грішниками. Своє життя духовної боротьби й праці закінчив св. патріарх Прокл 446 року.

## Праці
Переклади російською мовою
- Прокл Константинопольский. Слова и беседы. // Христианское чтение, номера за 1832—1841 годы (библиографию см.: Антология восточно-христианской богословской мысли. В 2 т. Т. 2. М.-СПб., 2009. — С.675.
- Прокл Константинопольский. Томос к армянам. / Пер. с сир. и комм. А. В. Муравьёва. // Антология восточно-христианской богословской мысли. В 2 т. Т. 1. М.-{{|СПб.}}, 2009. — С.596—605.
- Прокл КонстантинопольскийСлово на Рождество Господа нашего Иисуса Христа // Христианское чтение. 1838. IV. — С.265 слл.
- Прокл Константинопольский Слово на Святое Богоявление. — Слово в неделю Ваий // Там же. 1839. I. — С.34 слл.; 295 слл. // Прибавления к Церковным ведомостям. 1900. № 2.
- Прокл Константинопольский Слово на страдание Господа, во Святый и Великий Пяток // Там же. 1839. I. — С.303 слл.
- Прокл Константинопольский Слово на Преображение Господа Бога и Спасителя нашего Иисуса Христа // Там же. 1839. III. — С.162 слл.
- Прокл Константинопольский Похвальное слово Апостолу Андрею // Там же. 1839. IV. — С.188 слл.
- Прокл Константинопольский Похвальное слово Пресвятой Деве Богородице Марии // Там же. 1839. IV. — С.27 слл. // Воскресное чтение. 1853. Вып.31. — С.291—293.
- Прокл Константинопольский Слово во Святый и Великий Четверток // Там же. 1840. II. — С.48 слл.
- Прокл Константинопольский Слово на Святую Пасху // Христианское чтение. 1840. II. — С.56 слл.
- Прокл Константинопольский Слово из текста: В начале бе Слово // Там же. 1840. II. — С.194 слл.
- Прокл Константинопольский Слово о Воплощении // Деяния Вселенских Соборов. Т. I. Казань, 1855. — С.311—322.
- Прокл Константинопольский Слово на святую Пятидесятницу // Там же. 1834. II. — С.245 слл.
- Прокл Константинопольский Похвала Апостолу Павлу // Там же. 1840. II. — С.304 слл.
- Прокл Константинопольский Похвальное слово Иоанну Златоустому // Там же. 1840. I. — С.65 слл.
- Прокл Константинопольский Беседа о воплощении Господа нашего Иисуса Христа // Там же. 1832. XLVIII. — С.265 слл.
- Прокл Константинопольский Беседа на Святую Пасху // Там же. 1835. II. — С.3 слл.
- Прокл Константинопольский Беседа о предании Божественной Литургии // Там же. 1839. IV. — С.36 слл.
- Прокл Константинопольский Послание к армянам о Вере // Там же. 1841. I. — С.351 слл.